# 哈依拉·汗
哈依拉·汗（1993年12月29日—）是巴基斯坦国家女子足球队的队长。她在2010年加入国家队，自2014年起担任队长。

## 俱乐部生涯
哈依拉幼年时曾梦想成为田径运动员而非足球运动员。2008年，时任蒂亚女子足球俱乐部的教练萨蒂亚·谢伊克在招募省队球员时发现了她，并把她收入队中。她在3场比赛中灌进9个进球，获得了联赛最佳射手的称号。次年，凭借在3场比赛中的8个进球，她再次获此殊荣。
2014年，哈依拉离开蒂亚俱乐部，转投俾路支联俱乐部。在当年的巴基斯坦全国女子足球联赛上，她面对老东家蒂亚使出了帽子戏法，帮助俾路支联以7－0战胜对手。之后，她前往马尔代夫为阳光度假村俱乐部效力。
2015年夏天，哈依拉前往德国与当地的俱乐部进行季前训练。但由于签证问题，她不能留在德国踢球。

## 国家队生涯
2010年12月，她参加了首次南亚女子足球锦标赛，并带领球队打进半决赛。在这场半决赛中，巴基斯坦国家队以0－8不敌印度国家队。

## 其他运动
在2011年于斯里兰卡汉班托塔举行的第1届南亚沙滩运动会上，不满18周岁的哈伊拉在篮网球项目中为巴基斯坦国家队夺得了铜牌。